# Final do Campeonato Catarinense de Futebol de 2009
A Final do Campeonato Catarinense de Futebol de 2009 foi a decisão da octagésima sexta edição desta competição. Foi realizada em duas partidas, com mando de campo alternado entre as duas equipes participantes, Chapecoense e Avaí que foi o campeão.

## Antes da decisão

### Campanhas dos finalistas
Avaí
O início da competição não foi o esperado do time do Avaí. No primeiro turno da competição, o Leão da Ilha teve atuação razoável e terminou a fase em sexto lugar com treze pontos conquistados.
Decidido a garantir a classificação para o quadrangular semi-final, o Avaí foi arrasador no segundo turno, obtendo sete vitórias dos nove jogos disputados e fechando a fase com vinte e dois pontos. Também garantiu a melhor colocação na classificação geral.
Chapecoense
A Chapecoense teve um rendimento muito parecido com o do seu adversário na final. Teve atuação discreta no primeiro turno e se utilizou de uma boa campanha na segunda fase para garantir a classificação para o quadrangular semi-final. Como ficou em segundo lugar na classificação geral, garantiu a vaga.

### Histórico recente
Nos confrontos entre os dois finalistas durante toda a competição, a Chapecoense levou vantagem, já que, venceu duas, empatou uma e perdeu uma. Há de se ressaltar que, na última derrota no domingo, o Leão já estava classificado.
Já em finais, o único estadual decidido pelos dois foi o de 1977 quando o Joinville saiu vitorioso. Antes desta final de 2010, o Avaí possuia 14 títulos estaduais contra 12 do Joinville.

### Vantagem
No regulamento do certame catarinense, estava previsto que a equipe que fizesse melhor campanha ao longo do campeonato, teria direito a jogar a final por dois resultados iguais e empate na prorrogação. Ou seja, dois empates ou uma vitória para cada lado e mais o empate na prorrogação dariam o título ao Leão. Além disso, o detentor da melhor campanha também poderia disputar a segunda partida em casa.

### Venda de ingressos
A comercialização de ingressos para a primeira partida da final começou no dia 22 de abril e, a torcida do Avaí teve direito a, aproximadamente, 700 ingressos. Para a segunda partida, os ingressos foram disponibilizados para compra no dia 28 de abril e, a torcida da Chapecoense teve direito a, aproximadamente, 1,2 mil ingressos.

## Primeira partida
| 26 de Abril | Chapecoense                         | 3 – 1  | Avaí        | Estádio Regional Índio Condá, Chapecó        |
| 16:00 h     | Rômulo 26' · Fabinho 78' · Badé 86' | Súmula | William 28' | Público: 7,674 Árbitro: José Acacio da Rocha |

| Chapecoense | Avaí |

| CHAPECOENSE: |    |  |                |     |                               |
|              |    |  |                |     |                               |
| G            | 1  |  | Nivaldo        |     |                               |
| LD           | 2  |  | Thoni          |     |                               |
| Z            | 3  |  | William Amaral |     |                               |
| Z            | 4  |  | Rafael Morisco |     |                               |
| Z            | 5  |  | Marcelo Ramos  |     | Penalizado com cartão amarelo |
| LE           | 6  |  | Badé           |     |                               |
| V            | 7  |  | Everton César  | 85' |                               |
| V            | 8  |  | Cadú           |     |                               |
| M            | 10 |  | Neném          | 66' |                               |
| A            | 11 |  | Rômulo         | 87' |                               |
| A            | 9  |  | Bruno Cazarine |     |                               |
| Reservas:    |    |  |                |     |                               |
| G            | 12 |  | Ricardo        |     |                               |
| V            | 13 |  | Brenno Basso   |     |                               |
| V            | 14 |  | Emerson Cris   | 87' |                               |
| Z            | 15 |  | Silvio Bido    | 85' |                               |
| M            | 16 |  | Santos         |     |                               |
| A            | 17 |  | Fabinho        | 66' |                               |
| A            | 18 |  | Kanú           |     |                               |
| Técnico:     |    |  |                |     |                               |
| Mauro Ovelha |    |  |                |     |                               |

| AVAÍ FC:  |    |  |                 |     |                               |
|           |    |  |                 |     |                               |
| G         | 1  |  | Eduardo Martini |     |                               |
| LD        | 2  |  | Ferdinando      | 77' |                               |
| Z         | 3  |  | André Turatto   |     |                               |
| Z         | 4  |  | Rafael          |     |                               |
| LE        | 6  |  | Uendel          |     |                               |
| V         | 5  |  | Marcus Vinícius |     |                               |
| V         | 7  |  | Wendell Falcão  | 66' | Penalizado com cartão amarelo |
| V         | 8  |  | Léo Gago        |     |                               |
| M         | 10 |  | Marquinhos      | 18' |                               |
| M         | 11 |  | Odair           |     |                               |
| A         | 9  |  | Lima            |     |                               |
| Reservas: |    |  |                 |     |                               |
| G         | 22 |  | Paes            |     |                               |
| Z         | 13 |  | Juninho         | 77' |                               |
| LD        | 14 |  | Medina          | 66' |                               |
| V         | 15 |  | Pingo           |     |                               |
| M         | 16 |  | Davi            |     |                               |
| A         | 17 |  | William         | 18' |                               |
| A         | 18 |  | Evando          |     |                               |
| Técnico:  |    |  |                 |     |                               |
| Silas     |    |  |                 |     |                               |

## Segunda partida
| 3 de Maio | Avaí                                                                            | 6 – 1 (pro.) | Chapecoense | Estádio da Ressacada, Florianópolis            |
| 16:00 h   | Evando 31' · Léo Gago 50' · Marquinhos 79', 98' · Lima 102' · Ferdinando 105+1' | Súmula       | Rômulo 8'   | Público: 14,498 Árbitro: Luiz Orlando de Souza |

| Avaí | Chapecoense |

| AVAÍ:     |    |  |                 |      |                               |
|           |    |  |                 |      |                               |
| G         | 1  |  | Eduardo Martini |      |                               |
| LD        | 2  |  | Ferdinando      |      | Penalizado com cartão amarelo |
| Z         | 3  |  | André Turatto   |      |                               |
| Z         | 4  |  | Emerson         |      |                               |
| LE        | 6  |  | Uendel          |      |                               |
| V         | 5  |  | Marcus Vinícius |      | Expulso                       |
| V         | 8  |  | Léo Gago        |      |                               |
| M         | 10 |  | Marquinhos      | 118' | Penalizado com cartão amarelo |
| M         | 11 |  | Caio            |      | Penalizado com cartão amarelo |
| A         | 7  |  | Evando          | 90'  |                               |
| A         | 9  |  | William         | 41'  |                               |
| Reservas: |    |  |                 |      |                               |
| G         | 22 |  | Paes            |      |                               |
| LD        | 13 |  | Medina          |      |                               |
| V         | 14 |  | Wendell Falcão  |      |                               |
| V         | 15 |  | Bruno           | 41'  | Penalizado com cartão amarelo |
| M         | 16 |  | Odair           | 118' | Penalizado com cartão amarelo |
| A         | 17 |  | Cristian        |      |                               |
| A         | 18 |  | Lima            | 90'  | Penalizado com cartão amarelo |
| Técnico:  |    |  |                 |      |                               |
| Silas     |    |  |                 |      |                               |

| AVAÍ FC:     |    |  |                |     |                                         |
|              |    |  |                |     |                                         |
| G            | 1  |  | Nivaldo        |     | Penalizado com cartão amarelo           |
| LD           | 2  |  | Thoni          |     |                                         |
| Z            | 3  |  | William Amaral |     | Penalizado com cartão amarelo · Expulso |
| Z            | 4  |  | Rafael Morisco |     | Penalizado com cartão amarelo           |
| Z            | 5  |  | Ânderson Lima  |     | Penalizado com cartão amarelo · Expulso |
| LE           | 6  |  | Badé           |     | Penalizado com cartão amarelo           |
| V            | 7  |  | Everton César  |     |                                         |
| V            | 8  |  | Cadú           | 53' | Penalizado com cartão amarelo           |
| M            | 10 |  | Neném          | 63' |                                         |
| A            | 11 |  | Rômulo         |     |                                         |
| A            | 9  |  | Bruno Cazarine |     | Penalizado com cartão amarelo           |
| Reservas:    |    |  |                |     |                                         |
| G            | 12 |  | Ricardo        |     |                                         |
| V            | 13 |  | Anelka         |     |                                         |
| V            | 14 |  | Brenno Basso   |     |                                         |
| Z            | 15 |  | Silvio Bido    |     |                                         |
| M            | 16 |  | Emerson Cris   | 53' |                                         |
| A            | 17 |  | Fabinho        | 63' |                                         |
| A            | 18 |  | Kanú           |     |                                         |
| Técnico:     |    |  |                |     |                                         |
| Mauro Ovelha |    |  |                |     |                                         |